# Lacune Morgagni
Lacunele Morgagni, numite și lacunele uretrale ale uretrei masculine (lacunele uretrale, uretre masculine sau criptele lui Morgagni), sunt mici depresiuni sau adâncituri de pe suprafața membranei mucoase a uretrei. Deschiderile lor sunt de obicei direcționate distal. Cea mai mare dintre aceste adâncituri se numește lacuna magna (sau sinus Guérin sau sinusul lui Guérin), care este situat pe suprafața superioară a fosei naviculare.
Situate mai adânc în interiorul acestor lacunele sunt tubuli mucoși ramificați numiți glandele Littre. Lacunele Morgagni poartă numele anatomistului italian Giovanni Battista Morgagni (1682–1771).